# Romanos Boilas
Romanos Boilas (mittelgriechisch Ρωμανὸς Βὀΐλας; † nach 1052) war ein byzantinischer Aristokrat, der 1051 oder 1052 eine Verschwörung gegen Kaiser Konstantin IX. anführte.

## Leben
Romanos Boilas war ein Mitglied der angesehenen Familie Boilas, deren Mitglieder in der mittelbyzantinischen Periode hohe Ämter in der Zivil- und Militärverwaltung innehatten. Unter Konstantin IX. stieg er 1049 – für die Zeitgenossen überraschend schnell – zum Senator und Kommandeur der Großen Hetaireia (Palastwache) auf. Ein widersprüchliches Bild vermitteln die Chronisten davon, wie Romanos so plötzlich die Gunst des Kaisers gewann: Während Psellos und Zonaras den Höfling charakterlich auf einen sprechbehinderten Possenreißer und heuchlerischen Speichellecker reduzieren, zeichnet Skylitzes ihn als durchaus gewitzte und fähige, wenn auch gerissene Persönlichkeit.
Im Jahr 1051 (oder 1052) spielte Romanos Boilas eine zentrale Rolle bei einer Verschwörung gegen Konstantin IX., in die auch mehrere weitere Senatoren und die Leibgardisten involviert waren. Durch heftige Liebesbezeugungen versuchte er angeblich eine „alanische“ (georgische?) Mätresse des Kaisers zu dessen Ermordung zu bewegen. Allerdings wurde seine Usurpationsabsicht von den Mitverschwörern verraten. Romanos wurde festgenommen und auf Veranlassung von Kaiserin Theodora und deren Schwägerin Euprepia auf eine der Prinzeninseln verbannt. Konstantin IX. berief seinen Vertrauten jedoch schon zehn Tage später an den Hof in Konstantinopel zurück. 
Im folgenden Jahr wurde Romanos Boilas verdächtigt, eine verleumderische Schmähschrift auf den Kaiser verfasst und in Umlauf gebracht zu haben, doch ließ Konstantin IX. auch dieses Mal gegen seinen Günstling Gnade walten. Sein weiteres Schicksal ist unbekannt.